# Княжпіль (гміна)
Гміна Княжпіль (Ґміна Ксенжполь, пол. Gmina Księżpol) — сільська гміна у східній Польщі. Належить до Білґорайського повіту Люблінського воєводства. Адміністративний центр — село Княжпіль.
Станом на 31 грудня 2011 у гміні проживало 6851 особа.

## Площа
Згідно з даними за 2007 рік площа гміни становила 142.36 км², у тому числі:
- орні землі: 71.00 %
- ліси: 23.00 %

Таким чином, площа гміни становить 8.48 % площі повіту.

## Населення
Станом на 31 грудня 2011:
| Опис     | Загалом | Загалом | Чоловіки | Чоловіки | Жінки | Жінки |
| -------- | ------- | ------- | -------- | -------- | ----- | ----- |
| одиниця  | осіб    | %       | осіб     | %        | осіб  | %     |
| все      | 6851    | 100     | 3435     | 50.14    | 3416  | 49.86 |
| міське   | 0       | 100     | 0        |          | 0     |       |
| сільське | 6851    | 100     | 3435     | 50.14    | 3416  | 49.86 |

## Сусідні гміни
Гміна Княжпіль межує з такими гмінами: Александрув, Білґорай, Біща, Лукова, Терногород.